# Mussolet andí
El mussolet andí  (Glaucidium jardinii) és una espècie d'ocell de la família dels estrígids (Strigidae). Habita la selva humida i els boscos de les muntanyes de Colòmbia i oest de Veneçuela, cap al sud, a través dels Andes de l'Equador fins a Perú. El seu estat de conservació es considera de risc mínim.